# ピョートル・イリイチョフ
ピョートル・ヴィクトロヴィチ・イリイチョフ（ロシア語: Пётр Викторович Ильичёв、ラテン文字転写の例：Petr Viktorovich Il'ichov、1966年3月11日 − ）は、ロシアの外交官。ロシア連邦国連第一次席大使。2017年2月24日からロシア連邦国連代表部及び国際連合安全保障理事会臨時代理大使。モスクワ州ポドリスク出身。
1983年ポドリスク市立第17高級学校を卒業、金メダルを授与される。モスクワ国際関係大学を卒業する。外務省入省後は、モーリシャス、ケニヤ及び米国の在外公館勤務。外務省本省では、アフリカ局、国際機関局に勤務する。
2012年ロシア連邦国連代表部に勤務し次席大使を経て第一次席大使に昇格する。
2017年2月20日、ヴィタリー・チュルキン国連大使が心臓疾患で急死すると、ロシア連邦国連代表部及び安保理常任代表代行に就任する。4日後、正式に国連代表部臨時代理大使に任命された。
英語とフランス語に堪能。私生活では、夫人との間に一女がいる。